# Bergslagen
Le Bergslagen (loi de la montagne en suédois) est une région minière située au nord du lac Mälar, en Suède, qui se distingue par sa culture et son histoire. Les activités minières et métallurgiques remontent au Moyen Âge. Le Bergslagen ne doit pas être confondu avec le Malmfälten, la région minière du nord de la Suède située autour des villes de Kiruna et de Malmberget qui a été d'une grande importance depuis le XXe siècle.

## Étymologie
L'étymologie du nom de Bergslagen a deux interprétations liées à ce sujet d'après Kjell Andersson. Bien que le mot «berg» signifie sans équivoque la mine, le mot «lag» peut être interprété soit comme le travail d'équipe soit comme la législation. Le travail d'équipe était au début une exigence pour l'exploitation minière, la production de charbon de bois et de la réglementation des cours d'eau . 
Le mot de Bergslagen peut aussi signifier "Montagne de Slag". Le slag  (laitier en français) est un coproduit de la métallurgie formé en cours de fusion ou d'élaboration de métaux par voie liquide.
Même s'il ne s'agit pas du seul minerai qui a été extrait au Bergslagen, le fer y a toujours été le principal. Des activités minières sont attestées dès 400 av. J.-C. et les dernières mines n'ont fermé que durant les dernières décennies du XXe siècle.

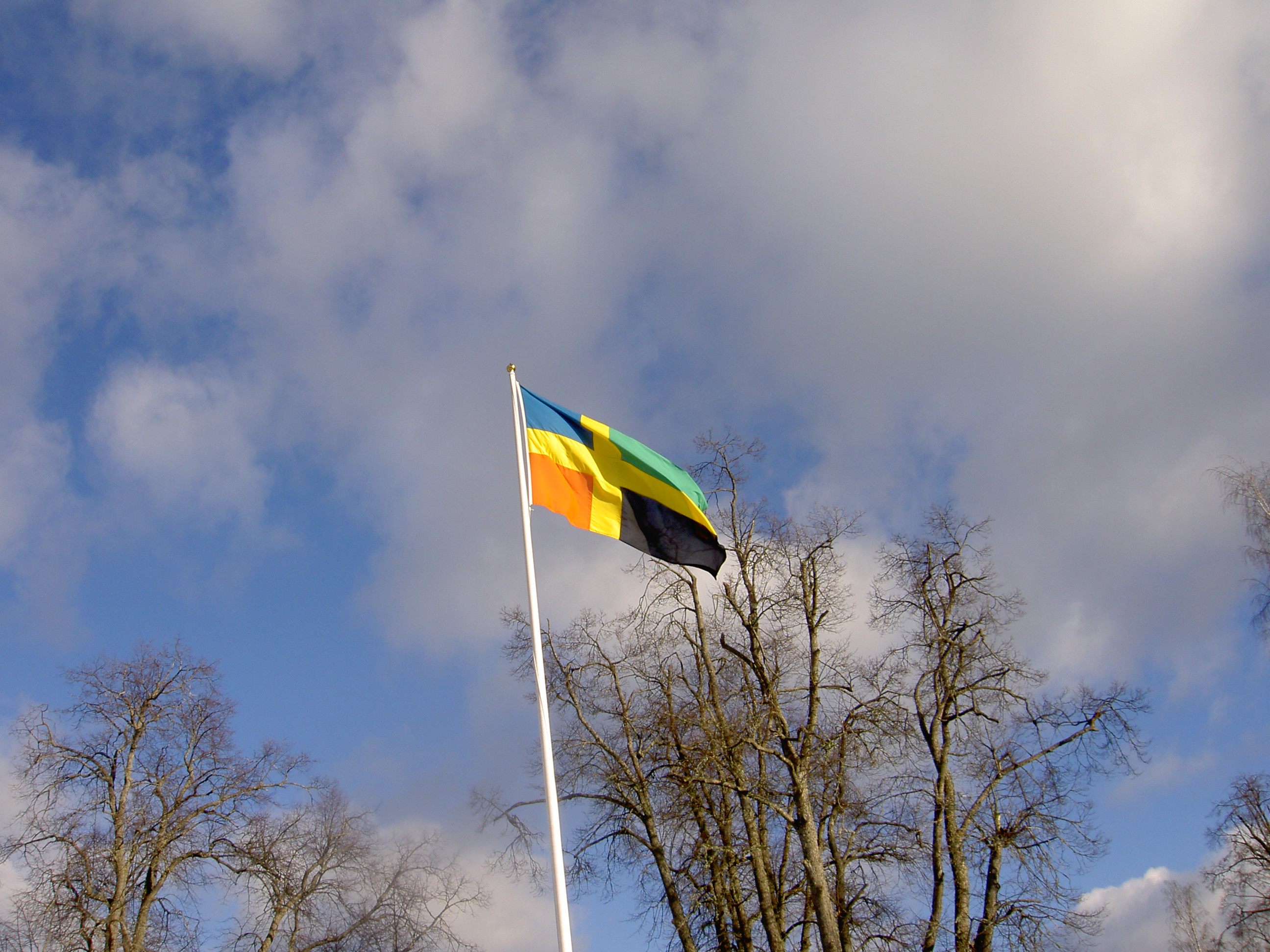
Drapeau du Bergslagen
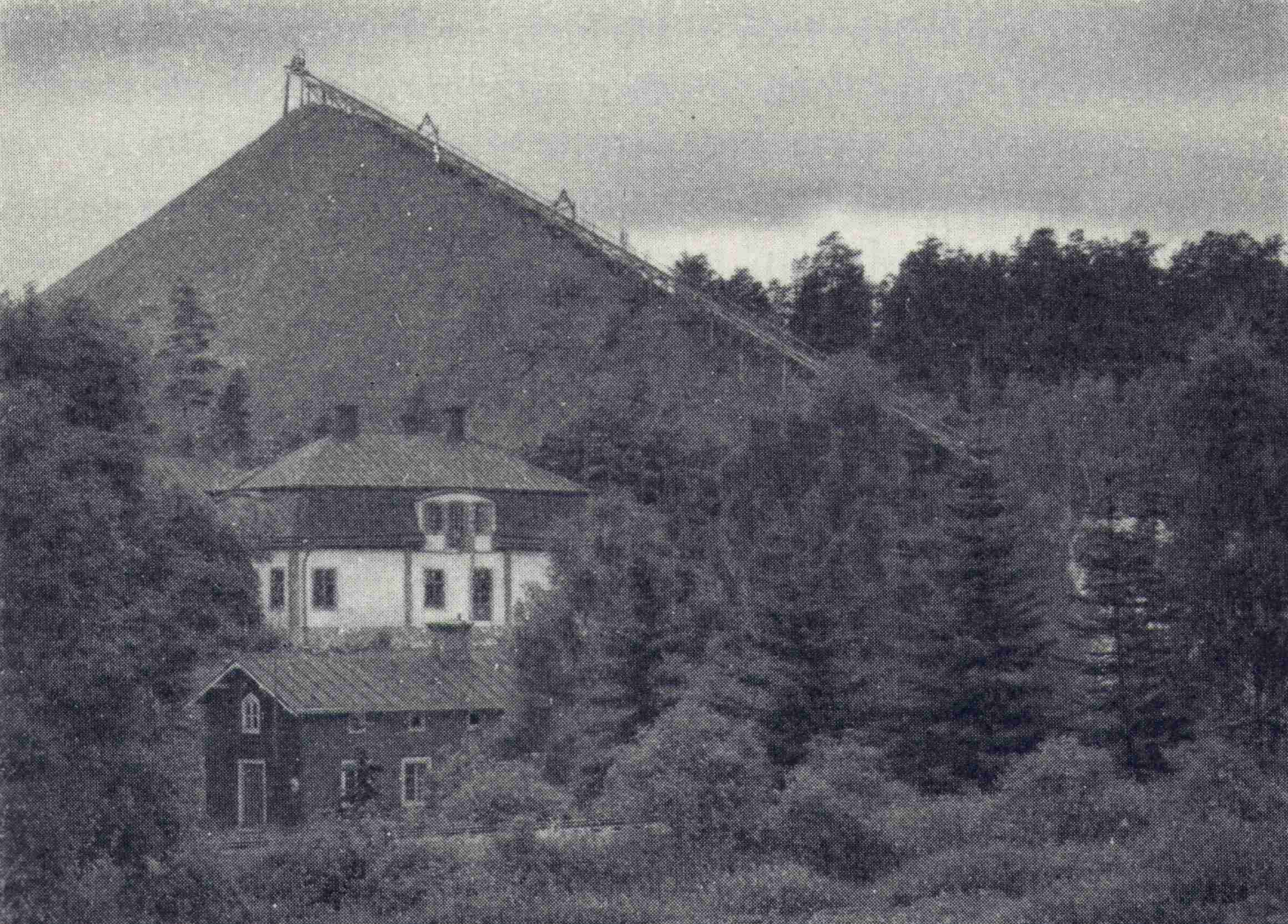
Montagne de "slag".
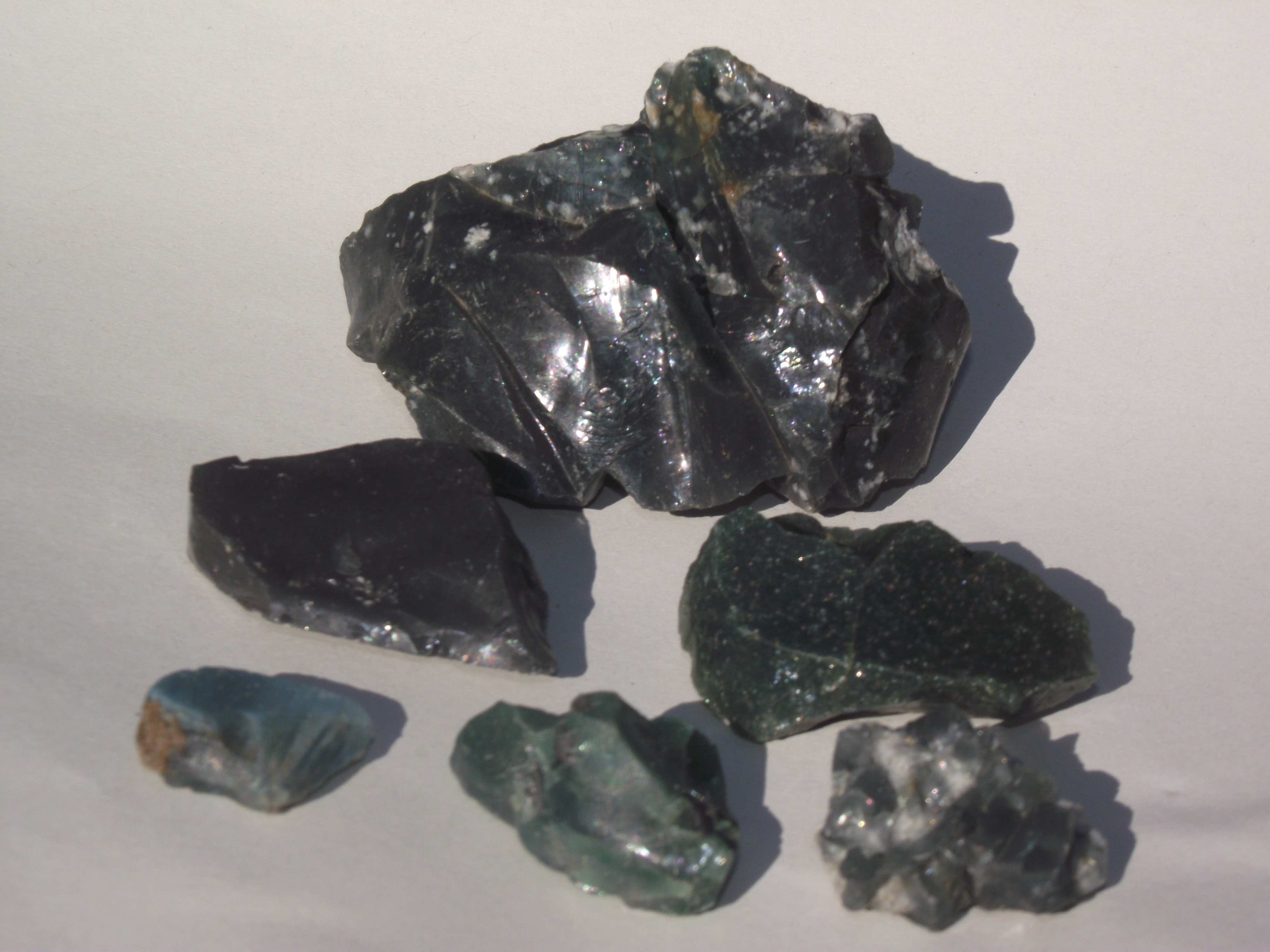
Morceaux de "slag" polis dans un lac.